# Максютов, Сахипзада Давлетшинович
Сахипзада Давлетшинович Максютов, вариант имени и отчества Сахибзада Давлетшеевич (тат. Säxipzadä Däwlätşa ulı Mäqsüt(ov), Сәхипзадә Дәүләтша улы Мәкъсүт(ов), баш. Сәхипзада Дәүләт улы Мәҡсүтов; 1874—1942) — купец, депутат Государственной думы I созыва от Уфимской губернии.

## Биография
По национальности татарин (согласно другим сведениям — башкир). Мусульманин суннитского толка. Из крестьянской семьи Асяновской волости Бирского уезда Уфимской губернии. Ученик медресе и Казанской 4-классной русско-татарской учительской школы. Торговал хлебом и кожами, принадлежал купеческому сословию, по другим сведениям в переписи 1917 года значился как «крестьянин Асяновской волости». Занимался и лесом, был владельцем соснового бора «Алпанской дачи». С 1902 года гласный Бирского уездного земского собрания. Был попечителем нескольких земских школ. Был членом партии народной свободы, её правого крыла. Построил в селе Дюртюли медресе и мечеть. В 1904—1906 года при медресе Максуди, названном так в честь основателя, возник татарский театр, в котором приняли участие около 300 учеников. В этом театре прошло становление как театрального деятеля и поэта Шайхзады Бабича. В конце октября 1905 года отец Шайхзады, Мухаметзакир Бабичев был арестован и отправлен в тюрьму, за него вступился и добился его освобождения Сахипзада Максютов.
26 марта 1906 избран в Государственную думу I созыва от съезда уполномоченных от волостей. Вошёл в Мусульманскую фракцию и в Конституционно-демократическую фракцию. Поставил свою подпись под законопроектом «О гражданском равенстве». Опубликовал в газете «Нур» несколько корреспонденций о деятельности Думы. Но значительную часть времени в Санкт-Петербурге посвятил делам, связанным торговлей. Во время роспуска Думы был в Уфимской губернии.
17 января 1907 года на выборах во II Государственную думу участвовал в предвыборном собрании организованном Уфимскими отделами Русского собрания и Союза русского народа (СРН) с тем, чтобы выставить единых кандидатов от монархических организаций, октябристов и мусульман. На этом собрании организатор монархического движения в Уфе купец Г. А. Бусов сказал, что СРН «находится в самой тесной связи с мусульманами и считает их своим братьями». 23 января был принят единый список кандидатов, в нём С. Д. Максютов занял третье место (и первое среди мусульман), набрав 97 голосов из 645 присутствовавших. В Государственную думу второго созыва избран не был.
В феврале 1917 года приветствовал революцию телеграммой на имя председателя Государственной Думы.
Согласно подворной переписи 1917 года жил в селе Дюртюли Ельдякской волости Бирского уезда Уфимской губернии. В хозяйстве было 5 лошадей, 3 коровы, 3 телёнка и 3 козы. Владел 50 % шести крупянок и 3 паровых мельниц, также владел 3 зерносушилками. В доме работали две кухарки и одна горничная.
Известно об участии С. Максютова в Бураевском восстании в марте 1918 года.
В 1931 году проживал в городе Казань. 25 августа 1931 года был арестован ГПУ ТАССР. Обвинялся по ст. 58-10 ч. 2, 58-11, как «участник кулацко-мулльской группировки». Дело было прекращено за недостаточностью улик.
Ряд источников указывают, как дату смерти 1942 год, обстоятельства смерти неизвестны.

## Семья
- Жена — Шамсенур, урождённая Баталова (1878[1]—?), сестра предпринимателя из Мензелинского уезда Минлигерея Сеит Баталова[10], в семье два сына (1894 и 1911 годов рождения) и три дочери (1900, 1902, 1907 г. р.)[1].
- Брат — Габдрахим, предприниматель, был женат на Нафисе Баталовой, родной сестре Шамсенур Максютовой[10].